# غيبونز للطوابع الشهرية (مجلة)
صحيفة غيبونز للطوابع الشهرية، Gibbons Stamp Monthly (GSM)، هي مجلة طوابع بريطانية يعود تاريخها إلى عام 1890. تطبع ونشر GSM بواسطة شركة الطوابع والمقتنيات الشهيرة ستانلي غيبونز، ويتضمن كل إصدار تحديثات لفهارسها المختلفة.

## التاريخ
في عام 1890، اشترى تشارلز جيمس فيليبس أعمال ستانلي غيبونز. كان فيليبس بالفعل ينتج ويحرر مجلة طوابع تسمى (The Stamp Advertiser and Auction Record) ولكن سرعان ما استبدلت بمجلة غيبونز للطوابع الشهرية الجديدة.
في عام 1905، صدرت مجلة جديدة، هي "غيبونز للطوابع الإسبوعية"، وفي يونيو 1908، توقفت المجلة عن الصدور. إلا أن إنتاج مجلة أسبوعية عالية الجودة كان فوق طاقتها، فتوقفت "الإسبوعية" في ديسمبر 1910، وعادت "صحيفة غيبونز للطوابع الشهرية" من يناير 1911 حتى توقفها مع اندلاع الحرب العالمية الأولى عام 1914.
لم تُصدر شركة ستانلي غيبونز مجلةً خلال الحرب العالمية الأولى، ولكن في سبتمبر 1919، صدرت نشرة ستانلي غيبونز الشهرية، واستمرت لمدة 49 عددًا. في أكتوبر 1923، عادت نشرة ستانلي غيبونز الشهرية. استمرت النشرة الجديدة حتى سبتمبر 1927، حيث استُبدلت بـ "غيبونز للطوابع الشهرية" اعتبارًا من أكتوبر 1927.
لم تُغلق صحيفة غيبونز للطوابع الشهرية خلال الحرب العالمية الثانية، على الرغم من تقلص حجمها بشكل كبير، ودُمر عدد مايو 1941 بأكمله جراء قصف العدو، مما أدى إلى إصدار "عدد طارئ". كما شكّل تقنين الورق وانقطاع الكهرباء بعد الحرب مشكلةً، واضطر الموظفون أحيانًا إلى العمل على ضوء الشموع.
ظهر أول غلاف ملون بالكامل في سبتمبر 1963. وفي عام 1967 تم تقديم مجلة أمريكية شقيقة، وهي مجلة Gibbons-Whitman Stamp Monthly، ولكنها توقفت عن النشر في عام 1969.
في يونيو 1970، حذفت كلمة غيبونز Gibbons من العنوان بحيث أصبح اسمها مجلة الطوابع الشهرية Stamp Monthly فقط، ولكن اعيد الاسم القديم في يونيو 1977. وبغض النظر عن التغييرات البسيطة، استمرت المجلة بنفس الشكل منذ ذلك الحين.

## توفرها وكيفية الحصول عليها
المجلة متاحة لدى بائعي الصحف وبالاشتراك. يمكن للمشتركين عبر الإنترنت الوصول إلى أعداد المجلة القابلة للتحميل من خلال الأرشيف الإلكتروني الذي يمتد من عام 2010 إلى يومنا هذا.

## روابط خارجية
- الموقع الرسمي
- Hugh Jefferies talking about the magazine.